# جسر أنجي
جسر أنجي أو جسر زهاوزهو (بالصينية: 安济桥 أو 赵州桥 ؛ بالإنجليزية: Anji Bridge أو Zhaozhou Bridge) هو جسر قوسي أثري، يقطع نهر زياو في زهاو، مقاطعة هيبيه، الصين. يُعتبر هذا الجسر أقدم جسر قوسي حجري ذو عروة عقد بالعالم. وقد تم إنشاؤه في فترة حكم سلالة سوي (الممتدة من 581 إلى 618)، حيث تم البدء بإنشاءه عام 595 م واستمر حتى عام 605 م. وبهذا يُعتبر الجسر اليوم، أقدم جسر لازال قائمًا في الصين.

## التسمية
يُطلق على الجسر أيضًا اسم «زهاوزهو» نسبةً إلى مقاطعة زهاو، والتي كانت سابقًا «زهاوزهو». كما اُطلق عليه اسم آخر هو «ألجسر الحجري العظيم». وقطع الجسر نهر زياوهو في مقاطعة زهاو، حوالي 40 كيلومترًا جنوب شرق شيجياتشوانغ، مركز إقليم خبي.

## التصميم
يعود تصميم الجسر إلى الحرفي الصيني «لي تشن». يبلغ طول الجسر الإجمالي 50,82 متر، بينما يبلغ عرضه 9,6 متر. ويرتفع عن سطح النهر قرابة 7,3 متر. ويبلغ الطول الحر فيه 37,37 متر.

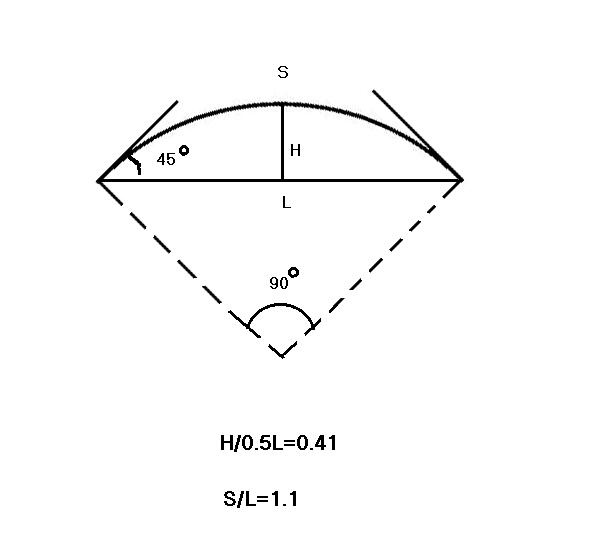
نسبة القوس للمسافة بين الأقواس تبلغ 4/1 جسر قوسي دائري
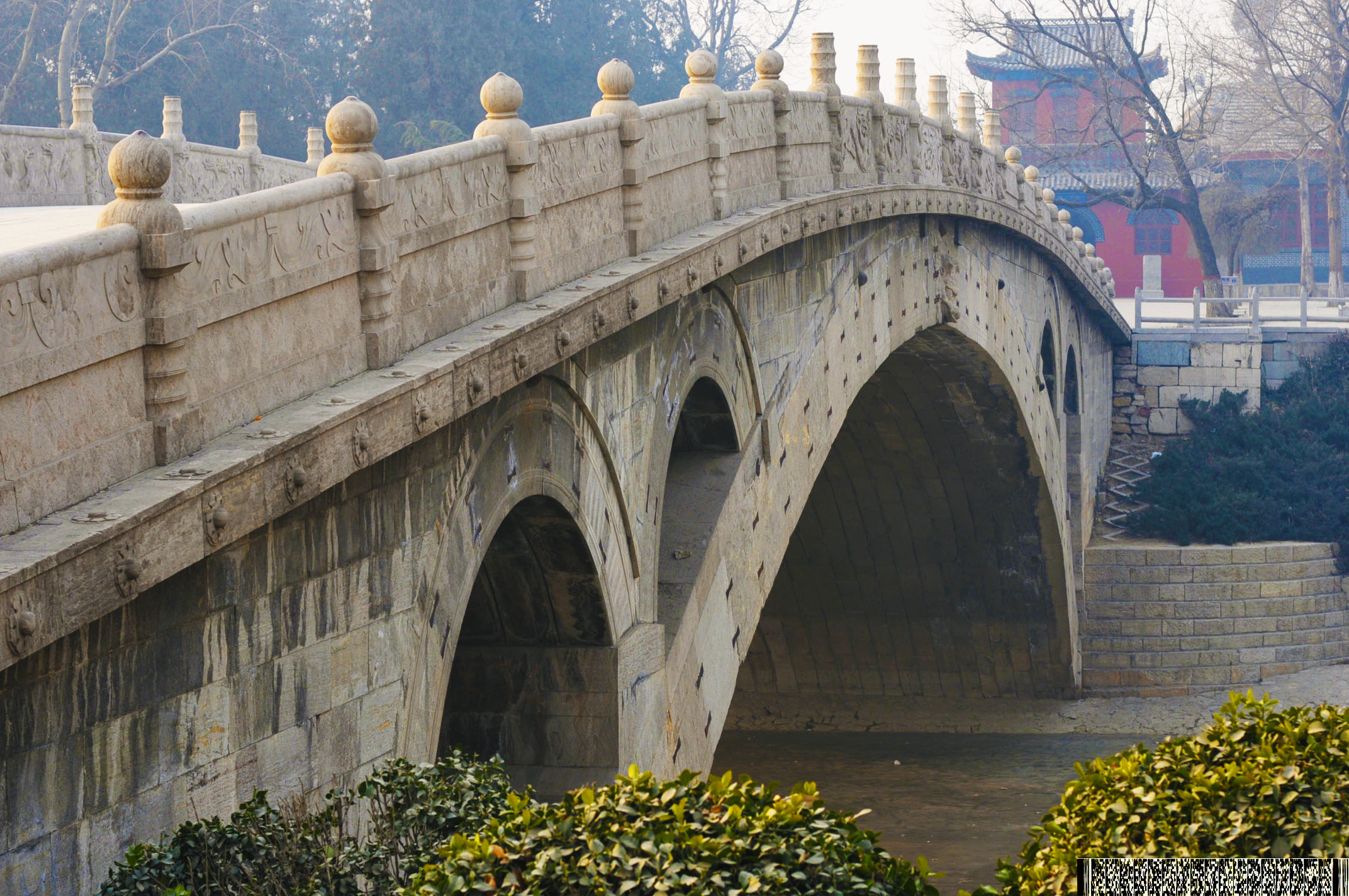
جانب من الجسر، 2011

## وصلات خارجية
- جسر أنجي: أقدم جسر موجود في الصين
- جسر أنجي على china.org